# ترینا رابینز
ترینا رابینز (انگلیسی: Trina Robbins; ۱۷ اوت ۱۹۳۸ – ۱۰ آوریل ۲۰۲۴) کارتونیست، نویسنده و تصویرگر اهل ایالات متحده آمریکا بود. او یکی از اولین شرکت‌کنندگان در جنبش زیرزمینی کمیک به‌شمار می‌رود.
وی در سال ۱۹۷۷ برندهٔ جایزه اینکپات شد.